# Квинт Элий Туберон (легат)
Квинт Элий Туберон (лат. Quintus Aelius Tubero; II век до н. э.) — римский военачальник из плебейского рода Элиев, зять Луция Эмилия Павла Македонского. Участвовал в Третьей Македонской войне (предположительно в качестве легата).

## Биография
Квинт Элий принадлежал к незнатному плебейскому роду, представители которого только в конце III века до н. э. появились в составе сенатского сословия. Его отец, Публий, дважды занимал должность претора (в 201 и 177 годах до н. э.). Семья Элиев отличалась многочисленностью и крайней бедностью: шестнадцать человек жили в одном тесном доме и кормились с единственного клочка земли.
Квинт Элий упоминается в источниках в связи с событиями 168 года до н. э. Он участвовал в Третьей Македонской войне предположительно в качестве легата под началом своего тестя, Луция Эмилия Павла (впоследствии Македонского). Последний именно ему поручил встретить сдавшегося царя Македонии Персея и заботиться о пленнике в дальнейшем. Известно, что за храбрость Павел наградил зятя чашей весом в пять фунтов, и это был первый предмет посуды из серебра в доме Туберона.
По-видимому, Квинт Элий не смог сделать политическую карьеру, и причины этого неизвестны. В связи с этим немецкий антиковед Э. Флэгг констатирует, что Павел Македонский ошибся в выборе, когда искал мужа для дочери.
Плутарх называет Квинта Элия «достойнейшим человеком», который «с невиданным в мире величием переносил свою бедность». Причиной бедности было «нравственное совершенство Туберона», перед которым преклонялась Эмилия Терция. О том же пишут Плиний Старший и Валерий Максим, которые по ошибке называют Туберона консулом. Согласно этим авторам, послы этолийцев увидели, что у Квинта есть только глиняная посуда, и поэтому принесли ему в дар множество серебряных сосудов, но он эти дары отверг, показав, «что умеренность и бедность не одно и то же». В связи с этой историей источники ставят Туберона в один ряд с Манием Курием Дентатом и Гаем Фабрицием Лусцином, хрестоматийными олицетворениями староримских добродетелей.

## Семья
Квинт Элий был женат на Эмилии Терции, дочери Луция Эмилия Павла Македонского от первого брака, с Папирией. Соответственно его шурином был Публий Корнелий Сципион Эмилиан, свояком — Марк Порций Катон Лициниан. У Квинта был сын того же имени (родился предположительно около 168 года до н. э.), известный стоик, занимавший должность народного трибуна до 129 года до н. э. и неудачно претендовавший на претуру.